# Jul i Serbien
Jul i Serbien (serbiska: Божић у Србији/Božić u Srbiji) består av flera traditioner, som firas mellan tredje söndagen före juldagen, och Trettondedag jul. Traditionerna är många, och flera av dem har genomgått förändring för att bättre anpassas till modernare tider.
Serbiskans ord för jul är Božić (serbiska alfabetet: Божић, uttal [ˈbɔ̌ʒitɕ]), som är diminutiv form av ordet bog "gud", och kan översättas till "ung gud". Julen firas i dagarna tre, med start Juldagen, som serberna kallar "Julens första dag". Under dessa dagar hälsar man på varandra med frasen "Kristus är född", vilket besvaras med "Sannerligen är han född," eller på serbiska: „Христос се роди“ [ˈxristɔs sɛ ˈrɔdi] – „Ваистину се роди“ [ˈʋaistinu sɛ ˈrɔdi].

## Bilder

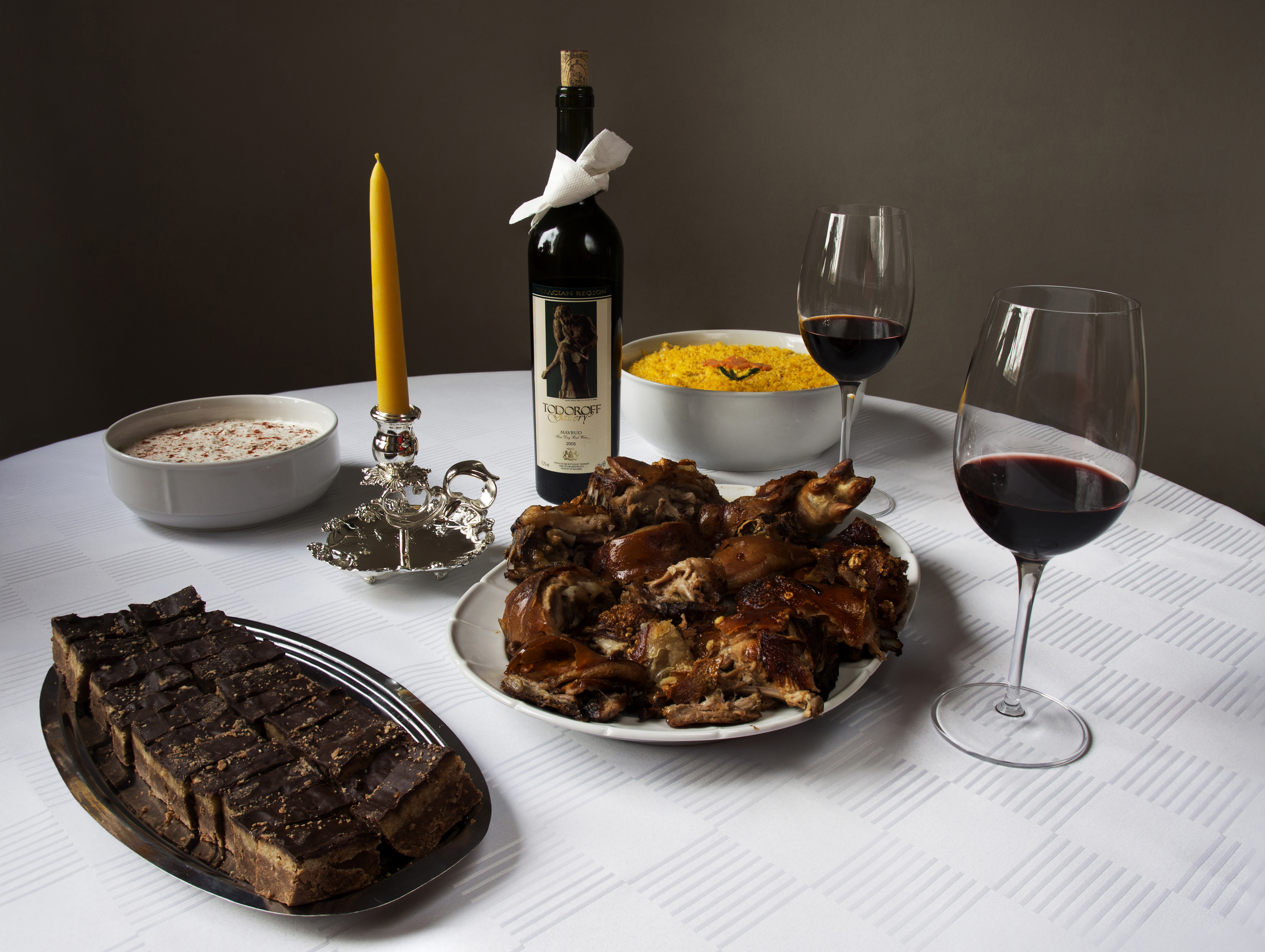
Exempel på hur ett julbord i Serbien kan se ut: grillat fläskkött, legymsallad, tzatziki, bajadera-godis och rött vin.